# Stefan Hördler

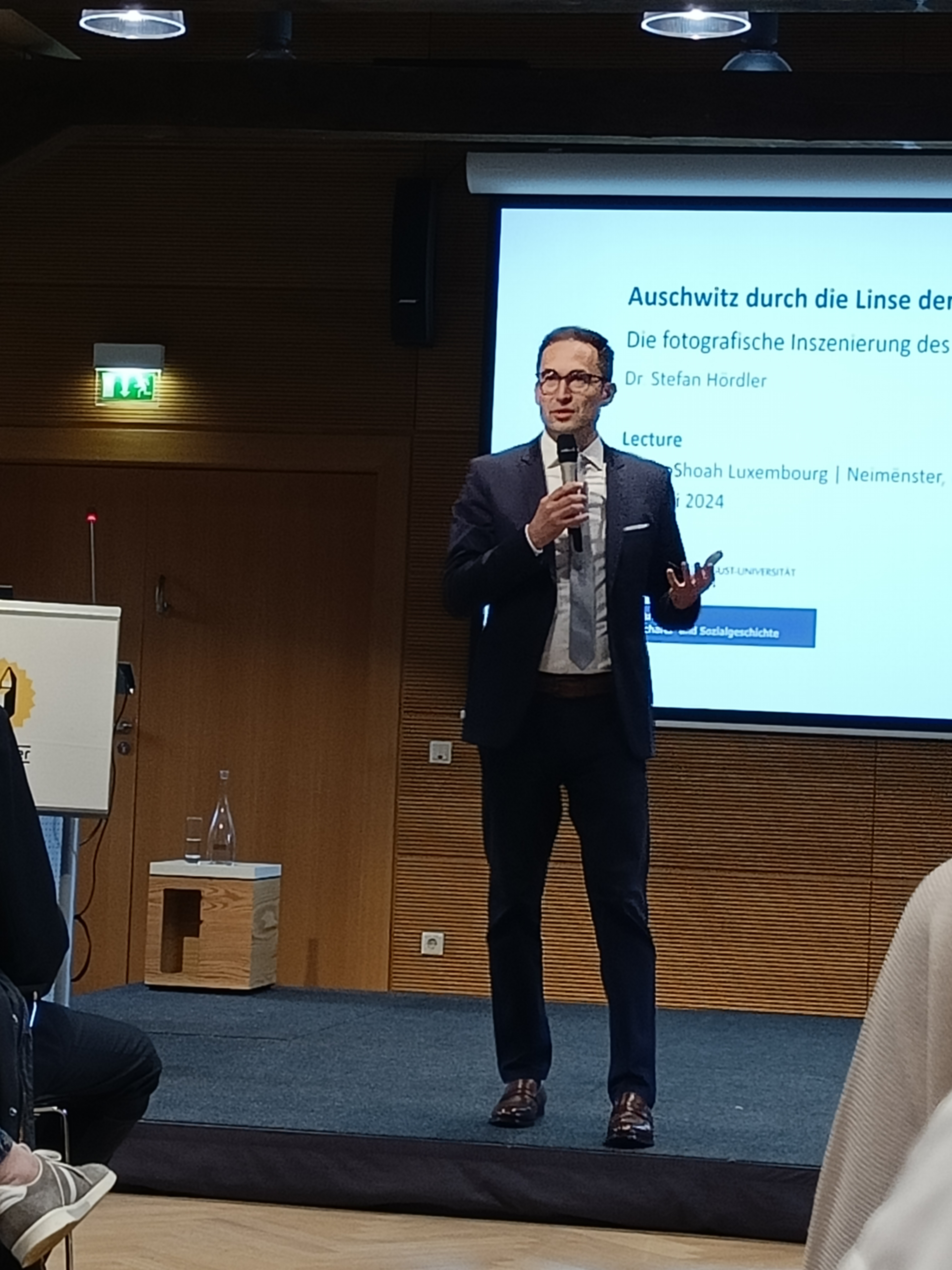
Stefan Hördler (2024)

Stefan Hördler (* 1977 in Stralsund) ist ein deutscher Historiker.

## Leben und Wirken
Stefan Hördler studierte von 1998 bis 2006 Neuere und Neueste Geschichte sowie Philosophie an der Humboldt-Universität zu Berlin. Er beendete das Studium im Jahre 2006 als Magister Artium (M.A.) und promovierte 2012 zum Thema „Ordnung und Inferno. Das KZ-System im letzten Kriegsjahr“, wofür er den Joachim-Tiburtius-Preis der Berliner Hochschulen erhielt. In dieser Zeit war Hördler als Mitarbeiter am Lehrstuhl für Zeitgeschichte der Humboldt-Universität zu Berlin tätig. Es folgten weitere Stationen als wissenschaftlicher Mitarbeiter am Institut für Zeitgeschichte der Universität Wien sowie am Deutschen Historischen Institut Washington, bevor er zwischen 2015 und 2019 die KZ-Gedenkstätte Mittelbau-Dora in Nordhausen leitete.  Nach einem gewonnenen Arbeitsgerichtsprozess, bei dem er eine Abfindung in Höhe von 20.500 Euro erhielt, verließ Hördler die Gedenkstätte.
Seit 2019 ist Hördler wissenschaftlicher Mitarbeiter am Institut für Wirtschafts- und Sozialgeschichte der Georg-August-Universität Göttingen und arbeitet an seinem Habilitationsprojekt „Bruchstellen im Stahl: Arbeitswelten und Krisenbewältigung in Westdeutschland und den USA seit den 1970er Jahren“. Seit 2021 ist er zudem Visiting Professor an der School of Arts & Humanities der University of Huddersfield.
Im letzten Jahrzehnt trat Hördler als historischer Sachverständiger in diversen NS-Prozessen auf, u. a. zu den Tatorten Auschwitz, Sachsenhausen und Stutthof.
Stefan Hördler ist Autor zahlreicher Publikationen mit Schwerpunkten zur NS-Geschichte und Visual History und wirkt u. a. als historischer Fachberater und Interviewpartner an diversen Medienproduktionen mit. Dazu zählen die Filmproduktionen Ein Tag in Auschwitz (ZDF, 2020) und Karriere im KZ (ARD, 2024) sowie der Podcast NS-Cliquen: Von Menschen und Mördern (ARD, 2024).

## Veröffentlichungen (Auswahl)

### Monografien
- mit Tal Bruttmann und Christoph Kreutzmüller: Ein Album aus Auschwitz. Die fotografische Inszenierung des Verbrechens, Göttingen, Wallstein, 2025 (1. Aufl. 2019).
- Ordnung und Inferno. Das KZ-System im letzten Kriegsjahr. Göttingen, Wallstein, 2020 (1. Aufl. 2015). ISBN 978-3-8353-1404-7.

### Herausgeberschaften
- mit Christophe Busch und Robert Jan van Pelt, Das Höcker-Album. Auschwitz durch die Linse der SS. Freiburg im Breisgau, wbg Academic, 2025 (1. Aufl. 2016).
- mit Kobi Kabalek: The Final Stage of the Holocaust (Special Issue, Dapim: Studies on the Holocaust 29, Heft 3), Oxford/New York, Routledge 2015.

- SA-Terror als Herrschaftssicherung. „Köpenicker Blutwoche“ und öffentliche Gewalt im Nationalsozialismus, Metropol, Berlin 2013, ISBN 978-3-86331-133-9.
- mit Sigrid Jacobeit: Lichtenburg. Ein deutsches Konzentrationslager, Berlin, Metropol 2009.

### Weitere Beiträge
- On the Impact of Global Transformation. The Tribulations of the American and West German Steel Industries and their Workforces from the 1970s, in: Moving the Social. Journal of Social History and the History of Social Movements 73 (2024). Special Issue: Rust Belts: West-East Comparisons – and Beyond, hrsg. von Stefan Berger und Sean Scalmer, S. 73–103.
- Einleitung in: Moritz Grote und Wolfgang Heidrich: Gefangen in Flößberg. Die Geschichte des Buchenwalder Außenlagers 1944 bis 1945. Zu Klampen Verlag, 2024. ISBN 978-3-98737-017-5.

- Administered Plundering: Dispossession and Corruption in the Concentration Camp System, in: Christoph Kreutzmüller/Jonathan Zatlin (Hrsg.), Dispossession. Plundering German Jewry, 1933-1953, Ann Arbor, University of Michigan Press, S. 236–259.
- Sichtbarmachen. Möglichkeiten und Grenzen einer Analyse von NS-Täter-Fotografien, in: Vierteljahrshefte für Zeitgeschichte 65 (2017), S. 259–271.
- „Volksdeutsche SS-Freiwillige“ aus Südosteuropa. Rekrutierung, Einsatz und Gewalt 1941–1945, in: Burkhard Olschowsky/Ingo Loose (Hrsg.), Nationalsozialismus und Regionalbewusstsein im östlichen Europa, München, De Gruyter Oldenbourg, S. 345–368.

### Public History
- Mitarbeit an der Filmdokumentation von Winfried Laasch, Friedrich Scherer: Ein Tag in Auschwitz, ZDF, 2020. (Der 89-minütige Film stützt sich auf Interviews mit überlebenden Opfern und konfrontiert Fotos aus dem „Auschwitz-Album“ (erstellt 1944, während der Ermordung der ungarischen Juden in A-Birkenau) mit den heutigen Orten. Er geht dabei auch auf die Person und Funktion von Bernhard Walter als offiziellem „Fotograf von Auschwitz“ und dem typischen Verhalten von Tätern nach 1945 ein.)

## Auszeichnungen
- 2013: Joachim-Tiburtius-Preis der Berliner Hochschulen
- 2013: Herbert Wehner Grant der Friedrich-Ebert-Stiftung